# Cultura ghassuliana

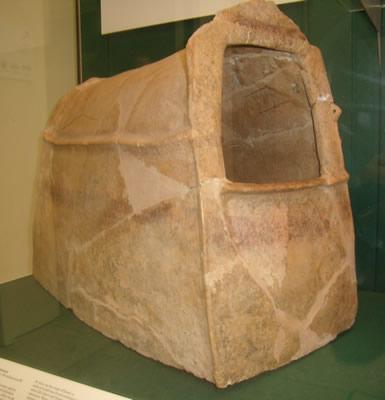
Ossário ghassuliano em forma de casa

A cultura ghassuliana é a designação dada a um nível arqueológico do sul do Levante datado do Calcolítico Médio (c. 3 800 — 3 350 a.C). Considera-se que corresponde à cultura Halaf do norte da Síria e Mesopotâmia. O seu sítio típico, Tulaylat al-Ghassul, situa-se no Vale do Jordão, perto do Mar Morto, no que é hoje a Jordânia, e foi escavado na década de 1930.
O período ghassuliano foi caracterizado por pequenos povoados onde se misturavam vários povos agricultores, que migraram para sul, da Síria, para Israel. As casas eram de forma trapezoidal, construídas com tijolos de lama e cobertas com admiráveis pinturas policromas. A cerâmica era muito elaborada, e incluía taças com base e copos em forma de corno,  o que indica a produção e consumo de vinho. Há diversas amostras do uso de decoração escultural ou no engobe (camada de argila que recobre algumas peças de cerâmica). Os ghassulianos foram uma cultura calcolítica, pois também fundiam cobre. Os hábitos funerários mostram que enterravam os seus mortos coletivamente em dólmens.
A cultura ghassuliana foi identificada em numerosos lugares no que é hoje o sul de Israel, especialmente na região de Bersebá, e tem correlações estreitas com a cultura amratiana do Egito. Pode também ter tido relações comerciais com a Civilização Minoica primitiva de Creta, como parecem indicar as afinidades entre as "batedeiras" usualmente designadas como "vasos de ave".

## Origens
A cultura ghassuliana substituiu as culturas Minhata e Yarmukiana e aparentemente desenvolveu-se, em parte, a partir da fusão do Neolítico pré-cerâmico B do Vale de Amuq (no Hatay) com Minhata e culturas pastoris do complexo pastoral nómada circum-árabe. Foi associado com o período climático "Antigo Peron", o qual começou entre 5 000 a.C. e 4 900 a.C. e se prolongou até cerca de 4 100 a.C., caracterizado por condições meteorológicas muito favoráveis aos crescimento de plantas.
A fase ghassuliana parece ter contribuído para a formação da civilização cananeia, na qual uma estrutura calcolítica foi pioneira no estabelecimento duma economia mediterrânica mista, que envolvia a produção intensiva de produtos hortícolas, legumes, fruta, cereais, transumância e outras formas de pecuária, além de produção com fins comerciais (como em Creta) de vinho e azeitona.